# Gouden Mispel
De Gouden Mispel is een prijs van de Vereniging Nederlands Cultuurlandschap (VNC). De prijs is bestemd voor personen of organisaties die een uitzonderlijke bijdrage hebben geleverd aan de bescherming of ontwikkeling van het Nederlands cultuurlandschap.  De VNC stelt zich ten doel om het Nederlandse agrarische cultuurlandschap door planmatige herstel en duurzaam beheer.
De Gouden Mispel werd in 2006 ingesteld door de VNC. Tot de eerdere winnaars behoorden oud minister Cees Veerman en SER-voorzitter Alexander Rinnooy Kan. Naast de onderscheiding en bijbehorende oorkondes krijgen de winnaars de encyclopedieënbundel ‘Europas Feldeinfriedungen’ (Europe’s Field boundaries). De Gouden Mispelprijs is ontworpen door kunstenaar Frans van Hintum (1952 – 2017). Als symbool werd de mispel gekozen omdat deze heester zich alleen spontaan vestigt in eeuwenoude houtwallen, heggen en andere landschapselementen. 

## Lijst met winnaars van de Gouden Mispel
De Gouden Mispel werd sinds 2011 uitgereikt aan:
| Jaar | Winnaar                                                              | Regio                           | Thema                     | Verdienste |
| ---- | -------------------------------------------------------------------- | ------------------------------- | ------------------------- | --- |
| 2019 | Henk Tennekes                                                        |                                 | bijen                     | destructieve werking chemicaliën |
| 2019 | Landcoöperatie                                                       | Dal van de Kleine Beerze        | landschap                 | |
| 2019 | Jan Broenink                                                         | Twenterand                      | duurzaamheid              | pionierswerk |
| 2019 | ESsentie                                                             | Westerwolde                     | akkervogels               | |
| 2018 | Gemeente Berkelland                                                  | Achterhoek                      | handhaving                | van de kwetsbare waarden van natuur en landschap |
| 2018 | Sjaak Hoogendoorn                                                    | Laag-Hollandse veengebied       | bodemdaling               | het zoeken naar oplossingen voor de dilemma’s bij het wegzinkende veenlandschap |
| 2018 | Samen Doen maakt Mooi en Groen                                       | Lierdal Malden-Molenhoek        | heggen en boomgaarden     | verfraaiing natuur en landschap, samen met omwonenden |
| 2018 | Peter Harry Mulder en Eline Ringelberg                               | Muntendam                       | es                        | reconstructie perceelgrenzen, zandpaden en een variatie aan gewassen; toegankelijkheid; |
| 2018 | Staatsbosbeheer                                                      | Rivierengebied Oost             | cultuurhistorie           | cultuurhistorische objecten in natuurreservaten en natuurontwikkelingsprojecten |
| 2017 | Samen voor de Patrijs                                                | Aalten/Bredevoort/Dinxperlo     | patrijs                   | samenwerking tussen vogelbeschermers, wildbeheereenheid en lokale overheid. |
| 2017 | Hoogstambrigades Zeeland                                             | Zeeland                         | hoogstamboomgaard         | behoud van het agrarische landschapselement met oude fruitrassen |
| 2017 | Interregionaal project Partridge                                     | Noord-Brabant / Zeeland         | patrijs                   | samenwerking diverse partijen ter verbetering van de leefomgeving van de patrijs |
| 2016 | ANV De Raamvallei                                                    | Langenboom Gassels Broek        | das                       | herinrichting van het landschap voor de das en vele andere plant- en diersoorten. |
| 2016 | ANV Ark en Eemlandschap                                              | Eemland                         | weidevogels               | samenwerking met diverse partijen bij het zoeken naar kennis over het beheer uit het verleden ten behoeve van weidevogels                                                                         |
| 2016 | familie Van Leeuwen-Boomkamp                                         | Slichtenhorst                   | landgoed                  | instandhouding en behoud van het landgoed |
| 2016 | Eric Luiten                                                          |                                 |                           | als lid van het College van Rijksadviseurs aandacht vragen voor het landschap |
| 2015 | boerderij Kraanswijk                                                 | Groenlo                         | koeientuin                | Samen met andere partijen zoeken naar verbeteringen in de agrarische bedrijfsvoering, rekening houdend met natuur- en landschapsbehoud, recreatief medegebruik, dierwelzijnsgebied en het milieu. |
| 2015 | Stichting Vrijwillig Landschapsbeheer Uden                           | Uden                            | museaal cultuurlandschap, | beheer van houtwallen, elzensingels, heggen, hoogstamboomgaarden, knotbomen, poelen en ecologische verbindingen dwars door intensief landbouwgebied                                               |
| 2015 | fam. Van Verschuer (– des Tombe)                                     | Heerlijkheid Mariënwaerdt Beesd | landgoed                  | duurzame landbouw, verfraaiing van het landschap, vergroting van de biodiversiteit met gastvrijheid voor bezoekers                                                                                |
| 2014 | Gebiedscoöperatie O-gen, provincie Utrecht en stichting Grebbelinie  | Utrechtse Heuvelrug             | Grebbelinie               | herstel Grebbelinie, speciaal de reconstructie van het Fort aan de Buursteeg |
| 2014 | Georg Müller                                                         |                                 | afbakening landerijen     | in kaart brengen van de afbakening van landerijen in het boek "Europe's Field Boudaries" |
| 2014 | Roel Winters                                                         | Leende                          | landgoed                  | ontwikkeling en aanleg van het natuur- en cultuurrijk landgoed Langakkers |
| 2013 | familie Sengers                                                      | Limburg                         | Maasheggen                | herstel van het landschap en de biodiversiteit in een aaneengesloten landschap |
| 2013 | fam. Van Houthem                                                     | Limburg                         | heggen                    | aanleg van heggen rondom de weidepercelen van paardenhouders |
| 2013 | A.J.H. barones Van Lynden                                            | Huis de Poll                    | IJsselheggen              | herstel en behoud cultuurhistorische en ecologische waarden van Landgoed De Poll. Met name het atroon van de IJsselheggen en de middeleeuwse bomendijk                                            |
| 2012 | deelnemers Voorbeeldgebied Deltaplan Ooijpolder                      | Ooijpolder                      | Circul van de Ooij        | diverse partijen met inzet ten behoeve van het landschap, de biodiversiteit en de recreatie binnen de bedrijfsvoering                                                                             |
| 2012 | Stichting Doornik Natuurakkers                                       | Doornik                         | akkerbouw                 | combineren biologisch-dynamische graanteelt met bescherming van akkervogels |
| 2012 | Visser en Verweij Producties met het televisieprogramma BuitenGewoon | Gelderland                      | betrekken van publiek     | weergave van natuurlijke processen in de nieuwe natuur en cultuurhistorie van Gelderland. Bevordering natuureducatie, kennis over het landschap en de betrokkenheid van de kijkers                |
| 2011 | Ben en Gemma van Sas                                                 | Bemmel                          |                           | aanleg van een kleinschalig, natuur- en cultuurrijk landschap |
| 2011 | Landschapsbeheer Drenthe                                             | Reestdal                        | landschapselementen       | herstel van 54 kilometer lijnvormige landschapselementen in het Reestdal |
| 2011 | Landschapsbeheer Groningen                                           | Haren                           | houtwallen en hagen       | herstel en behoud oude houtwallichamen |